# Lola T370
Lola T370 – samochód Formuły 1, zaprojektowany przez Andy’ego Smallmana i skonstruowany przez Lola Cars na zlecenie Embassy Hill.

## Historia
Po dwóch nieudanych sezonach w Brabhamie Graham Hill ze wsparciem firmy tytoniowej Embassy założył własny zespół. W roku 1973 zespół używał Shadowa DN1, ale najlepszym rezultatem było dziewiąte miejsce w Grand Prix Belgii.
Hill zdołał następnie przekonać firmę Lola, by zaprojektowała i zbudowała dla jego zespołu zupełnie nowy samochód. Model T370, oparty na doświadczeniu Loli w Formule 5000, był bardzo konwencjonalnym projektem. Zbudowany wokół aluminiowego monokoku model używał silnika Cosworth DFV jako elementu nośnego. Napęd był przekazywany za pośrednictwem pięciobiegowej manualnej skrzyni biegów Hewland. Normą było także niezależne zawieszenie ze sprężynami i amortyzatorami zamontowanymi na zewnątrz.
Samochód był stosunkowo niezawodny, ale powolny. Graham Hill zdołał tym samochodem zdobyć jeden punkt podczas Grand Prix Szwecji 1974. Partnerem Hilla początkowo był Guy Edwards, a później Rolf Stommelen. Ostatnią eliminacją modelu było Grand Prix Południowej Afryki 1975, do którego Graham Hill się nie zakwalifikował.
Zbudowano cztery egzemplarze modelu (jeden w 1973 roku i trzy w 1974 roku). Następcą modelu była Lola T371, przemianowana później na Hill GH1.

## Wyniki w Formule 1
| Legenda oznaczeń w tabelach wyników Wyświetl szablon na nowej stronie | Legenda oznaczeń w tabelach wyników Wyświetl szablon na nowej stronie                                                                     |
| Oznaczenie                                                            | Wyjaśnienie |
| --------------------------------------------------------------------- | --- |
| Złoty                                                                 | Zwycięzca lub mistrzostwo |
| Srebrny                                                               | 2. miejsce lub wicemistrzostwo |
| Brązowy                                                               | 3. miejsce lub II wicemistrzostwo |
| Zielony                                                               | Ukończył, punktował (w klasyfikacji generalnej, gdy zdobył co najmniej jeden punkt na przestrzeni sezonu, poza trzema powyższymi opcjami) |
| Niebieski                                                             | Ukończył, nie punktował (w klasyfikacji generalnej, gdy nie zdobył co najmniej jednego punktu na przestrzeni sezonu)                      |
| Czerwony                                                              | Nie zakwalifikował się (NZ) |
| Czerwony                                                              | Nie prekwalifikował się (NPK) |
| Różowy                                                                | Nie ukończył (NU) |
| Różowy                                                                | Niesklasyfikowany (NS) (w klasyfikacji generalnej, gdy nie został sklasyfikowany w żadnym wyścigu sezonu)                                 |
| Czarny                                                                | Zdyskwalifikowany (DK) |
| Czarny                                                                | Wykluczony (WYK/EX) |
| Biały                                                                 | Nie wystartował (NW) |
| Biały                                                                 | Kontuzjowany (K/INJ) |
| Biały                                                                 | Wyścig odwołany (OD/C) |
| Bez koloru                                                            | Został wycofany (WYC/WD) |
| Bez koloru                                                            | Nie przybył (NP/DNA) |
| Bez koloru                                                            | Nie brał udziału w treningach (NT/DNP) |
| Bez koloru                                                            | Nie został zgłoszony (–) |
| Pogrubienie                                                           | Start z pole position |
| Kursywa                                                               | Najszybsze okrążenie wyścigu |
| †                                                                     | Nie ukończył, ale jego rezultat został zaliczony ze względu na przejechanie więcej niż 90% dystansu wyścigu.                              |
| *                                                                     | Sezon w trakcie |
| 1/2/3                                                                 | Punktowana pozycja w sprincie kwalifikacyjnym                                                                                             |
| Lista systemów punktacji Formuły 1                                    | |

| Sezon | Zespół                          | Silnik | Kierowcy       | Wyniki w poszczególnych eliminacjach | Wyniki w poszczególnych eliminacjach | Wyniki w poszczególnych eliminacjach | Wyniki w poszczególnych eliminacjach | Wyniki w poszczególnych eliminacjach | Wyniki w poszczególnych eliminacjach | Wyniki w poszczególnych eliminacjach | Wyniki w poszczególnych eliminacjach | Wyniki w poszczególnych eliminacjach | Wyniki w poszczególnych eliminacjach | Wyniki w poszczególnych eliminacjach | Wyniki w poszczególnych eliminacjach | Wyniki w poszczególnych eliminacjach | Wyniki w poszczególnych eliminacjach | Wyniki w poszczególnych eliminacjach | Wyniki kierowców | Wyniki kierowców | Wyniki konstruktora | Wyniki konstruktora |
| 1974  |                                 |        |                | Argentyna                            | Brazylia                             |                                      |                                      | Belgia                               | Monako                               | Szwecja                              | Holandia                             | Francja                              | Wielka Brytania                      | Niemcy                               | Austria                              | Włochy                               | Kanada                               | Stany Zjednoczone                    | Pkt.             | Msc.             | Pkt.                | Msc.                |
| ----- | ------------------------------- | ------ | -------------- | ------------------------------------ | ------------------------------------ | ------------------------------------ | ------------------------------------ | ------------------------------------ | ------------------------------------ | ------------------------------------ | ------------------------------------ | ------------------------------------ | ------------------------------------ | ------------------------------------ | ------------------------------------ | ------------------------------------ | ------------------------------------ | ------------------------------------ | ---------------- | ---------------- | ------------------- | ------------------- |
| 1974  | Embassy Racing with Graham Hill | Ford   | Graham Hill    | NU                                   | 11                                   | 12                                   | NU                                   | 8                                    | 7                                    | 6                                    | NU                                   | 13                                   | 13                                   | 9                                    | 12                                   | 8                                    | 14                                   | 8                                    | 1                | 18               | 1                   | 12                  |
| 1974  | Embassy Racing with Graham Hill | Ford   | Guy Edwards    | 11                                   | NU                                   | –                                    | NZ                                   | 12                                   | 8                                    | 7                                    | NU                                   | 15                                   | –                                    | NZ                                   | –                                    | –                                    | –                                    | –                                    | 0                | 21               | 1                   | 12                  |
| 1974  | Embassy Racing with Graham Hill | Ford   | Peter Gethin   | –                                    | –                                    | –                                    | –                                    | –                                    | –                                    | –                                    | –                                    | –                                    | NU                                   | –                                    | –                                    | –                                    | –                                    | –                                    | 0                | NS               | 1                   | 12                  |
| 1974  | Embassy Racing with Graham Hill | Ford   | Rolf Stommelen | –                                    | –                                    | –                                    | –                                    | –                                    | –                                    | –                                    | –                                    | –                                    | –                                    | –                                    | NU                                   | NU                                   | 11                                   | 12                                   | 0                | 35               | 1                   | 12                  |
| 1975  |                                 |        |                | Argentyna                            | Brazylia                             |                                      |                                      | Monako                               | Belgia                               | Szwecja                              | Holandia                             | Francja                              | Wielka Brytania                      | Niemcy                               | Austria                              | Włochy                               | Stany Zjednoczone                    |                                      | Pkt.             | Msc.             | Pkt.                | Msc.                |
| 1975  | Embassy Racing with Graham Hill | Ford   | Graham Hill    | 10                                   | 12                                   | NZ                                   | –                                    | –                                    | –                                    | –                                    | –                                    | –                                    | –                                    | –                                    | –                                    | –                                    | –                                    |                                      | 0                | 28               | 0                   | 17                  |
| 1975  | Embassy Racing with Graham Hill | Ford   | Rolf Stommelen | 13                                   | 14                                   | –                                    | –                                    | –                                    | –                                    | –                                    | –                                    | –                                    | –                                    | –                                    | –                                    | –                                    | –                                    |                                      | 0                | 22               | 0                   | 17                  |